# The Sinceros
The Sinceros est un groupe rock britannique fondé dans les années 1970.

## Biographie
La section rythmique du groupe accompagna Lene Lovich en studio et en tournée, par la suite ils signèrent un contrat avec le label Columbia et réalisèrent deux albums au tournant des années 1970 et 1980. The Sinceros participèrent également à l'enregistrement de l'album Faut plus me la faire de l'actrice et chanteuse française Valérie Lagrange.
Le groupe se sépara en raison de divergences musicales ; Don Snow (John Savannah) remplaça Paul Carrack au sein de Squeeze, le bassiste Ron Francois enregistra avec Julian Cope et The Teardrop Explodes, le batteur Bobby Irwin devint musicien de studio, et collabora entre autres avec Nick Lowe et Van Morrison.

## Discographie

### Singles
- Take Me to your Leader (1979, Epic-Columbia)
- Worlds Apart (1979, Epic-Columbia)
- Are You Ready (1980, Epic-Columbia)
- Disappearing (1980, Epic-Columbia)
- Memory Lane (1981, Epic-Columbia)

### Albums
- The Sound of Sunbathing (1979, Epic-Columbia)
- Pet Rock (1981, Epic-Columbia)